# Jade Tree Records
La Jade Tree Records è un'etichetta discografica indipendente, attiva all'interno della scena hardcore di Washington e anche dell'indie / post-hardcore (in accezioni molto ampie, che comprendono anche gruppi emo).
Nata nel 1993 da un'idea di Tim Owen e del suo amico di sempre Darren Walters, nei sobborghi di Washington, metropoli da sempre "patria" dell'hardcore e della musica indipendente in generale, l'etichetta annovera nel suo roster attuale molte band che godono di notevole apprezzamente, non solo negli Stati Uniti, ma anche in Europa, dove ormai da una decina d'anni il tipo di sound "post-fugaziano" è molto seguito.
Al suo successo hanno di certo contribuito i dischi prodotti per band come The Promise Ring, Jets to Brazil, ma anche Strike Anywhere e Kid Dynamite.

## Elenco gruppi
- Alkaline Trio
- Avail
- Breather Resist
- Cap'n Jazz
- Cex
- Challenger
- Cloak/Dagger
- Cub Country
- Damnation AD
- David Bazan
- Denali
- Despistado
- Edsel
- Eggs
- Eidolon
- Ester Drang
- Euphone
- Four Walls Falling
- From Ashes Rise
- Fucked Up
- Fury
- Girls Against Boys
- Good Riddance
- Gravel
- Hot Water Music
- J Church
- Jets to Brazil
- Joan Of Arc
- Jones Very
- Juno
- Kid Dynamite
- Kill Your Idols
- Leslie
- Lifetime
- Lords
- Micah P. Hinson
- Mighty Flashlight
- Milemarker
- My Morning Jacket
- New End Original
- New Mexican Disaster Squad
- onelinedrawing
- Owls
- Paint It Black
- Panda & Angel
- Pedro The Lion
- Pitchblende
- Railhed
- Snowden
- Songs: Ohia
- State of the Nation
- Statistics
- Strike Anywhere
- Sweetbelly Freakdown
- Swiz
- Texas Is The Reason
- The Explosion
- The Loved Ones
- The Promise Ring
- These Arms Are Snakes
- Trial by Fire
- Turing Machine
- Turning Point
- Universal Order of Armageddon
- Walleye
- Young Widows
- Zero Zero